# ロバート・ブレナー
ロバート・ブレナー（Robert Paul Brenner、1943年11月28日 - ）は、アメリカ合衆国の歴史学者。専門はヨーロッパ経済史・農業史。
カリフォルニア大学ロサンゼルス校卒業後、プリンストン大学で修士号および博士号取得。現在、カリフォルニア大学ロサンゼルス校歴史学部教授、1984年から同大学社会理論・比較史センター長。
1976年、Past and Present 誌に発表された論文 "Agrarian Class Structure and Economic Development in Pre-industrial Europe" で、ヨーロッパにおける封建制から資本主義への移行に関して、社会財産関係（social-property relations）を重視してイングランドの農業発展の特異性を主張し、後に「ブレナー論争」と呼ばれた論争を巻き起こした。 

## 著書
- Merchants and Revolution: Commercial Change, Political Conflict, and London's Overseas Traders, 1550-1653, (Cambridge University Press, 1993).
- The Boom and the Bubble: the US in the World Economy, (Verso, 2002).

石倉雅男・渡辺雅男訳『ブームとバブル――世界経済のなかのアメリカ』（こぶし書房, 2005年）
- The Economics of Global Turbulence: the Advanced Capitalist Economies from Long Boom to Long Downturn, 1945-2005, (Verso, 2006).

## 註
1. ↑  T. H. Aston and C. H. E. Philpin eds., The Brenner Debate: Agrarian Class Structure and Economic Development in Pre-industrial Europe, (Cambridge University Press, 1985).